# Nicotiana paniculata
Nicotiana paniculata es una especie de planta fanerógama perteneciente a la familia Solanaceae. Se distribuye en Perú. Es conocida como tabaco silvestre.

## Descripción
Es una planta herbácea de tallo erecto. Presenta hojas grandes de hasta 25 cm de longitud, con grandes peciolos y flores verdosas de forma tubular. Su fruto es una cápsula.

## Distribución geográfica
Es una planta nativa y endémica del Perú. Se le puede encontrar en los departamentos de Arequipa, Ancash, Junín, Lima y La Libertad.

## Taxonomía
Nicotiana paniculata  fue descrita por el científico sueco Carl von Linnaeus, también conocido como Carlos Linneo, y publicado en Species Plantarum 1: 180 en 1753.